# بي باتل بيرست رايز
بي باتل بيرست رايز(بالإنجليزية: Be Battle Burst Rise)‏ هي سلسلة مانغا يابانية من تأليف هيرو موريتا وأنتجت الى أنمي من قبل إستديو أو إل إم.

## القصة
بعد انضمام دريد الى نادي المجد يخوض نزالات ضد لاعبين أقوياء سعياً للفوز بلقب أفضل لاعبي البلابل، وقد كان هناك لاعب يدعى قيس يريد السيطرة على عالم البلابل وأسس نادي القهر حتى يضم الاعبين الأقوياء وقد إنضم الى النادي كثير من الاعبين الذين كانوا في نادي أجنحة الليل وقد إنضم أيضاً الاعب وائل وأديب وباهر ولكن بعد تعاون دريد ورائد إستطاعوا هزيمة قيس وأديب.

## الممثلون
| الشخصية               | صوت الدبلجة العربية |
| --------------------- | ------------------- |
| دريد                  | غادة عمر            |
| رائد/شهاب/والدة دريد  | مهجة الشيخ          |
| عمران                 | فدوى قرحيلي         |
| أديب                  | نيرفانا أبو ترابي   |
| قيس                   | جهاد بوشناق         |
| وسام                  | رغدة الخطيب         |
| لبنى                  | رزان الرز           |
| زين/أغيد              | هبة سنوبر           |
| لبيب/والد دريد/المعلق | طالب الرفاعي        |
| غيث                   | رشا بيدس            |
| وائل/نذير             | فادي الحموي         |
| باهر                  | فيروز داوود         |
| حبيب                  | رائد مظلوم          |
| المعلق                | أسامة تيناوي        |
| مالك                  | مأمون الرفاعي       |

### طاقم العمل
- الشارة :-
  - كلمات :شفيق البيطار
  - ألحان :باسم زواندي
  - غناء :عاصم سكر
- الترجمة :مروة إسلامبولي
- الإعداد :حنان حموي، لمى الرفاعي
- المراجعة :شفيق البيطار، جمال العقاد
- التدقيق اللغوي :محمد نهيل عنطوز
- المونتاج والتترات :سامر القزة، يوسف رتياب
- المكساج :إبراهيم العموري، محمد الزايد
- ماسترينغ :لويس أبو عسلي
- المعالجة الإلكترونية :نور الدبسي
- المتابعة المالية :محمد حسان مهنا، فراس رنه
- الإدارية التنفيذية :محمد القزة
- الإشراف العام :فائز الصباغ
- الإشراف الفني :مأمون الرفاعي

## وصلات خارجية
- بي باتل بيرست رايز على موقع قاعدة بيانات الأفلام على الإنترنت
- بي باتل بيرست رايز على موقع نتفليكس